# Portes de Taixkent

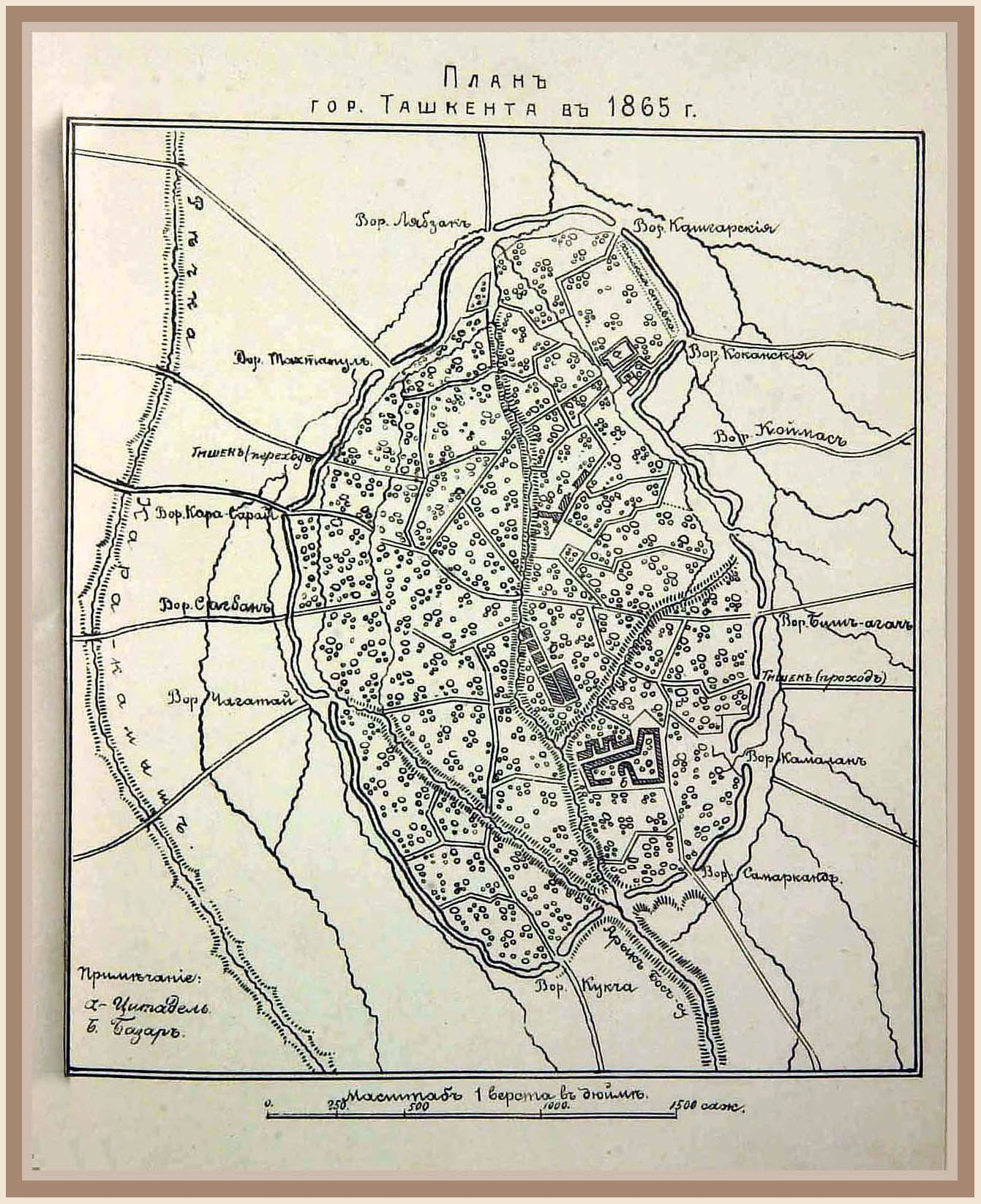
Un mapa antic de Taixkent de 1865, mostrant els seus murs i portes

Les Portes de Taixkent —avui dia capital de l'Uzbekistan— van ser una sèrie de murs i fortificacions construïts al voltant de Taixkent al voltant del segle x, però no han sobreviscut al present. L'última porta va ser destruïda en 1890 arran del creixement de la ciutat, però alguns dels districtes de la ciutat encara mantenen els noms de les portes.

## Història i arquitectura
Les portes van formar part de les fortificacions de la ciutat. Taixkent havia estat construïda al voltant del poble del canal Bozsuv, en la intersecció de les carreteres de les muntanyes Tian Shan. El nombre de portes ha variat amb el temps. Al segle xv s'esmenta que les portes van ser nomenades per tribus locals, quan cada tribu disposava d'una guàrdia en cada porta concreta.
A mitjans del segle xix els murs de la ciutat van ser reconstruïts pel governador de Kokand. Hi havien dotze portes: Labzak, Takhtapul, Karasarai, Sagban, Txagatai, Kuktxa, Samarcanda, Kamalan, Beshagach, Koymas, Kokand i Kashgar. Algunes d'estes portes van ser nomenades per l'adreça de les ciutats a on dirigien els camins que eixien d'elles. Per exemple, Samarkand darvaza significa "porta de Samarcanda", i es localitzava a l'inici de la carretera que portava a Samarcanda. Altres portes van ser nomenades pels noms dels carrers principals de la ciutat -per exemple, Txagatai darvaza-. Les portes van ser realitzades amb fusta de pi de picea i emmarcat artísticament amb ferro. Cada porta tenia un peatge, amb un impost i guàrdia de seguretat -darvazabon-. Les portes estaven obertes des del clarejar fins a l'ocàs. A les nits les portes es tancaven i es custodiaven.
Al juny de 1865 tropes russes van prendre Taixkent. El general Mikhaïl Grigorevitx Txerniaev amb tan sols 3.000 homes al seu comandament va marxar contra la ciutat, que comptava amb uns murs de 25 km de llarg, 12 portes i 30.000 defensors. Els russos van capturar la ciutat després d'una lluita de dos dies i la pèrdua de tan sol 25 persones. La noblesa local i els habitants de Taixkent sentien poca lleialtat cap a les autoritats del kanat de Kokand, per la qual cosa van preferir rendir-se als russos.

### Història de les dotze claus

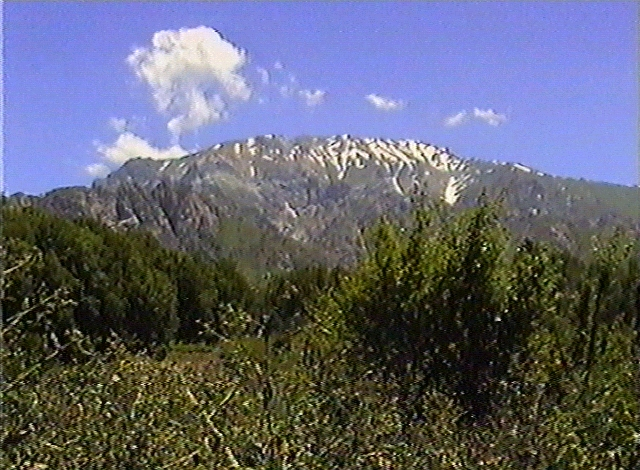
Tximgan.

El 30 de juny de 1865 els representants de la noblesa de Taixkent van portar les 12 claus d'or de cadascuna de les portes de Taixkent al campament rus proper a Tximgan, un poble militar en els turons aproximadament a 56 milles al nord-est de Taixkent, com a reconeixement de la victòria de l'exèrcit rus.
Les claus van ser lliurades a Sant Petersburg, on van ser exposades en el Museu Militar Suvorov. En 1933 les claus es van retornar a la ciutat de Taixkent. Una de les claus es conserva i s'exhibeix actualment en el Museu d'Història de Taixkent. Altres claus es troben emmagatzemades al Banc Nacional de l'Uzbekistan. Cadascuna de les claus porta una inscripció gravada amb el nom de cadascuna de les particulars portes i la data de la seua fabricació.